# Kilblomfluga
Kilblomfluga (Fagisyrphus cinctus) är en blomfluga som är den enda arten i släktet Fagisyrphus (kilblomflugor).  Även släktet Xanthogramma har det svenska namnet kilblomflugor.

## Kännetecken
Kilblomflugan är långsmal med en längd på mellan 6 och 10 millimeter. Bakkroppen är svart med gula teckningar. De trekantiga parfläckarna på tergit 2 är arttypiska. 

## Levnadssätt
Kilblomflugan lever på öppen mark med närhet till lövskog. De vuxna flugorna kan ses på olika blommor, till exempel berberis, hagtorn, ängsbräsma, spenört, strandlysing, äpple och slån. Flygtiden är från mitten av maj till mitten av september. Larven lever på bladlöss på lövträd, till exempel på bokbladlus Phyllaphis fagi.

## Utbredning
Kilblomflugan finns i Sverige från Skåne till Uppland men är mindre allmän. Den finns även i Danmark, södra Norge och södra Finland. Den finns i större delen av Europa och vidare österut ända till stilla havet.  

## Systematik
Fagisyrphus cinctus är den enda arten i släktet. Ibland inkluderas arten istället i Melangyna eller Meligramma.